# Bol'šie Kajbicy
Bol'šie Kajbicy (in russo Большие Кайбицы?; in tartaro: Олы Кайбыч,Olı Qaybıç) è un villaggio che si trova nella Repubblica autonoma del Tatarstan, in Russia. È il centro amministrativo del distretto Kajbicskij.
Il villaggio è situato 110 km a sud-ovest di Kazan'.